# 紋別警察署
紋別警察署（もんべつけいさつしょ）は、北海道警察北見方面本部が管轄する警察署の一つである。

## 沿革
- 1883年　根室警察署網走分署紋別村巡査派出所として発足
- 1887年　網走警察署紋別分署になる
- 1921年　紋別警察署に昇格
- 1948年　警察法施行に伴い、自治体警察紋別警察署・滝上警察署が設置される
- 1954年　警察法の改正により北海道警察に統合され北見方面紋別警察署となる

## 組織
- 署長（警視）
- 副署長（警視）
- 警務課（警務係、犯罪被害者支援係、相談係、管理係）
- 会計課（会計係）
- 刑事・生活安全課（生活安全係、刑事係）
- 地域・交通課（地域係、交通係）
- 警備課（警備係）

## 交番・駐在所
括弧内は所在地を表す。

### 紋別市
- 中央交番（紋別市幸町5-1）
- 上渚滑駐在所（紋別市上渚滑4-121）
- 小向駐在所（紋別市字小向193）
- 渚滑駐在所（紋別市渚滑4-104）
- 紋別空港警備派出所（紋別市小向19-3 オホーツク紋別空港ターミナルビル内）

### 滝上町
- 滝上駐在所（紋別郡滝上町字滝ノ上市街地3条通2丁目18-3）